# Laura Thorpe
Laura Thorpe (ur. 24 maja 1987), francuska tenisistka, o statusie profesjonalnym.
Zawodniczka występująca głównie w turniejach ITF. W zawodach tej rangi wygrała, jak dotąd,  dwa turnieje singlowe i czternaście deblowych. W rankingu WTA najwyższe, 161 miejsce, osiągnęła w czerwcu 2011 roku.

## Finały turniejów WTA
| Legenda                     | Legenda |
| --------------------------- | ------- |
| Wielki Szlem                |         |
| Igrzyska olimpijskie        |         |
| WTA Tour Championships      |         |
| 2009 – 2020                 |         |
| WTA Premier Mandatory       |         |
| WTA Premier 5               |         |
| WTA Premier                 |         |
| WTA International Series    |         |
| WTA 125K series (2012–2020) |         |

### Gra podwójna
| Końcowy wynik | Nr | Data                 | Turniej    | Nawierzchnia  | Partnerka        | Przeciwniczki                   | Wynik finału |
| ------------- | -- | -------------------- | ---------- | ------------- | ---------------- | ------------------------------- | ------------ |
| Finalistka    | 1. | 20 października 2013 | Luksemburg | Twarda (hala) | Kristina Barrois | Stephanie Vogt Yanina Wickmayer | 6:7(2), 4:6  |

## Wygrane turnieje singlowe ITF
|    | Data       | Turniej    | Kat. | ($)    | Naw.   | Finalistka        | Wynik         |
| 1. | 16/07/2006 | Le Touquet | ITF  | 10 000 | ziemna | Iryna Kurjanowicz | 6:2, 3:6, 6:3 |
| 2. | 29/11/2009 | Vallduxo   | ITF  | 10 000 | ziemna | Amanda Carreras   | 6:2, 6:2      |